# 弗拉基米尔·叶夫根耶维奇·莫罗佐夫
弗拉基米尔·叶夫根耶维奇·莫罗佐夫（俄语：Владимир Евгеньевич Морозов，1992年11月1日—）生于德国勃兰登堡波茨坦，是一名俄罗斯男子花样滑冰运动员，主攻双人滑，曾就读莫斯科国立大学。他一开始练习单人滑，然而由于身高以及体形问题，教练建议其改练双人滑。他听从教练建议，于2007年师从尼娜·莫泽尔，他先后更换过两次搭档，最终在2012年春，他在莫泽尔的建议下开始和叶夫根尼娅·塔拉索娃搭档。